# Kromsky (huyện)
Huyện Kromsky (tiếng Nga: ? райо́н) là một huyện hành chính tự quản (raion), của Tỉnh Orel, Nga. Huyện có diện tích 960 km², dân số thời điểm ngày 1 tháng 1 năm 2000 là 24500 người. Trung tâm của huyện đóng ở Kromy.